# 580 TCN
580 TCN là một năm trong lịch La Mã.